# Zerofavola (seconda parte)
Zerofavola (seconda parte) è una raccolta musicale di Renato Zero pubblicata dalla BMG Ariola su etichetta Zerolandia nel 1993.

## Tracce
1. Amico
2. Fortuna
3. Niente trucco stasera
4. I figli della topa
5. Grazie a te
6. Sterili
7. Marciapiedi
8. Pionieri
9. Stranieri
10. La fregata
11. Navigare
12. Resisti
13. Spiagge
14. Ancora fuoco
15. Soldi
16. Fantasia
17. Viva la RAI